# Seznam hor a kopců v okrese Česká Lípa

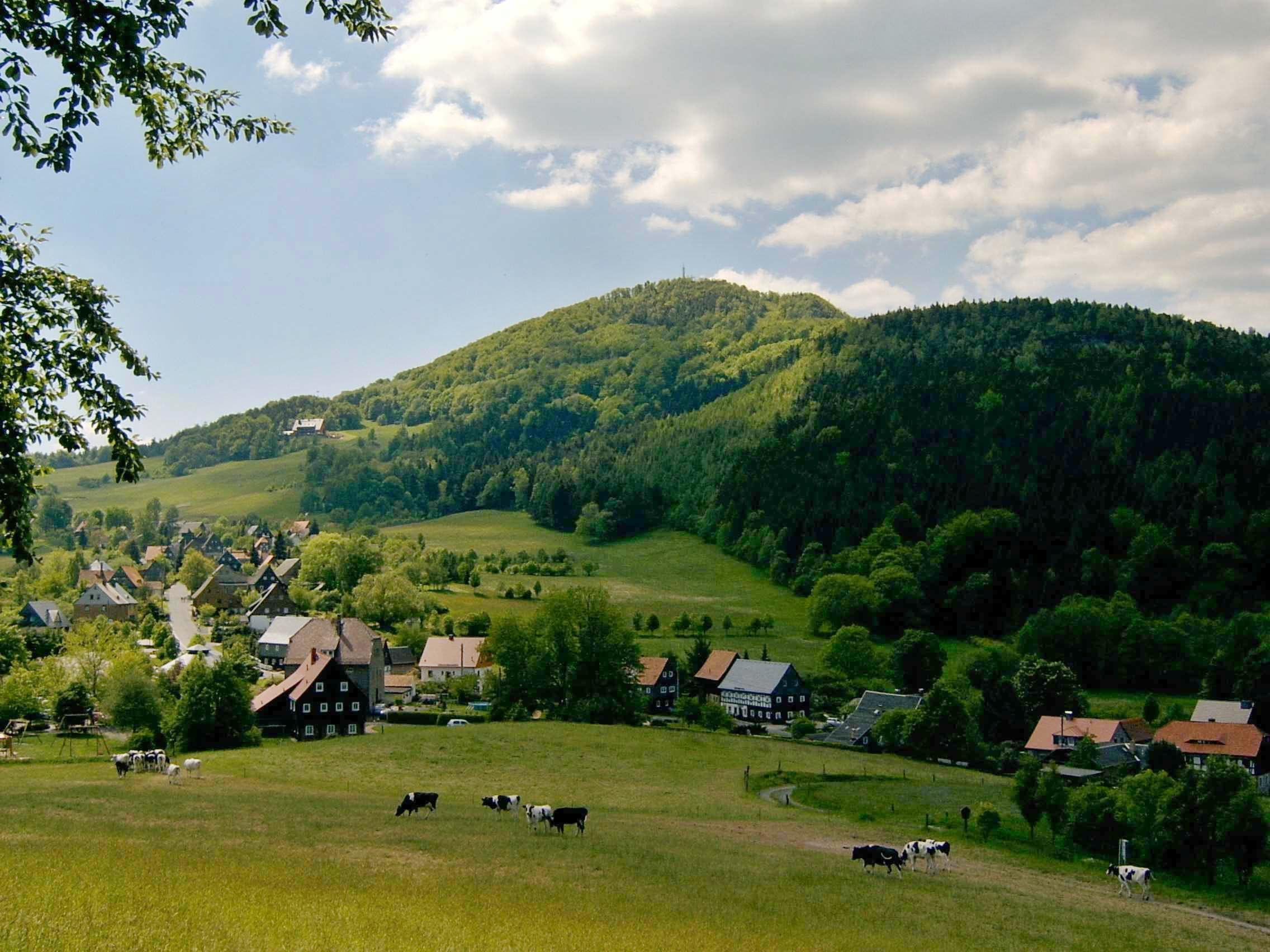
Luž je nejvyšší horou okresu Česká Lípa a celých Lužických hor, toto je pohled z německé strany

Seznam vrcholů v okrese Česká Lípa obsahuje hory a kopce, jejichž nejvyšší vrchol má nadmořskou výšku nad 600 metrů na Českolipsku.
Do okresu Česká Lípa na severu Čech zasahují geomorfologicky tři subprovincie - Česká tabule, Krušnohorská subprovincie a Sudetská, resp. Krkonošsko-jesenická subprovincie. Nejvyšší vrcholy okresu se nalézají v Lužických horách, ani jeden z nich nedosahuje výšky 1000 metrů. Nejvyšší horou je Luž na severu okresu, hraniční česko-německá hora vysoká 793 metrů. 

## Geomorfologie podrobněji
Do okresu Česká Lípa zasahují geomorfologicky tři subprovincie České vysočiny
- Česká tabule – jí podřízené oblasti Severočeská tabule s celkem Ralská pahorkatina a Středočeská tabule s celkem Jizerská tabule.
- Krušnohorská subprovincie – podřízený celek Podkrušnohorská oblast a celkem České středohoří.
- Krkonošsko-jesenická subprovincie – podřízený celek je zde Krkonošská oblast s celkem Lužické hory.

## Seznam nejvyšších vrcholů
Jsou zde uvedeny všechny vrcholy nad 600 metrů. Na hranicích okresu leží několik kopců, jejichž svahy či vedlejší vrchol přesahují tuto výšku, ale jejichž hlavní vrchol je mimo okres Česká Lípa (např. Hvozd či Tlustec). Tyto kopce zde nejsou zahrnuty. Výšky jsou čerpány ze základních map ČR.
| Vrchol           | Nadm. výška | Pohoří             |
| ---------------- | ----------- | ------------------ |
| Luž              | 793         | Lužické hory       |
| Pěnkavčí vrch    | 792         | Lužické hory       |
| Klíč             | 760         | Lužické hory       |
| Velký Buk        | 736         | Lužické hory       |
| Bouřný           | 703         | Lužické hory       |
| Ralsko           | 698         | Ralská pahorkatina |
| Jezevčí vrch     | 666         | Ralská pahorkatina |
| Stožec           | 665         | Lužické hory       |
| Medvědí vrch     | 665         | Lužické hory       |
| Čihadlo          | 664         | Lužické hory       |
| Ptačinec         | 660         | Lužické hory       |
| Rousínovský vrch | 660         | Lužické hory       |
| Plešivec         | 658         | Lužické hory       |
| Klučky           | 642         | České středohoří   |
| Suchý vrch       | 639         | Lužické hory       |
| Kopřivnice       | 638         | Lužické hory       |
| Šenovský vrch    | 633         | České středohoří   |
| Češka            | 631         | České středohoří   |
| Kobyla           | 627         | Lužické hory       |
| Polevský vrch    | 627         | České středohoří   |
| Ovčácký vrch     | 622         | Lužické hory       |
| Vlhošť           | 614         | Ralská pahorkatina |
| Bezděz           | 606         | Ralská pahorkatina |
| Jánské kameny    | 604         | Lužické hory       |

## Fotogalerie hor Českolipska

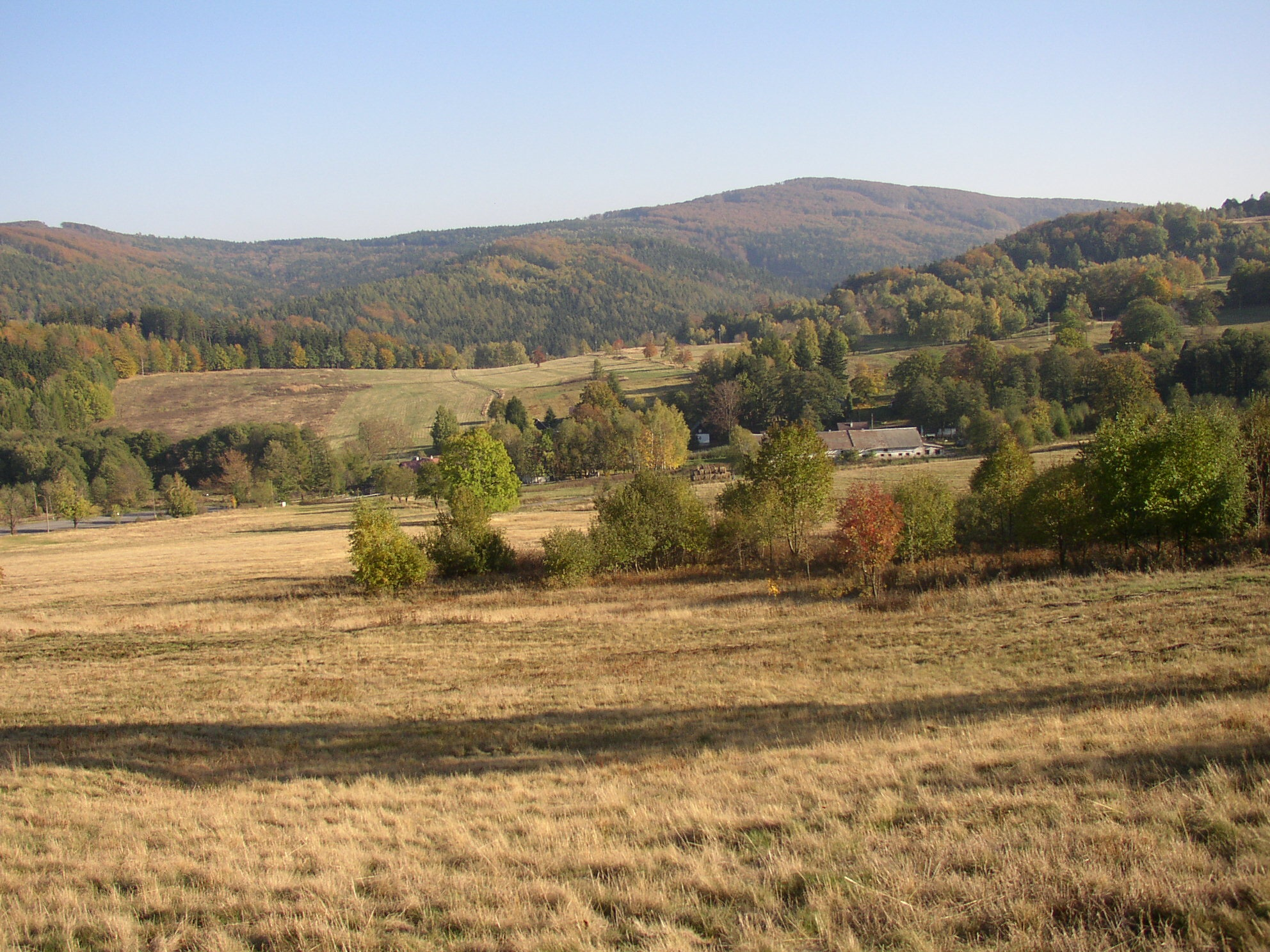
Pěnkavčí vrch patří napůl okresu Děčín
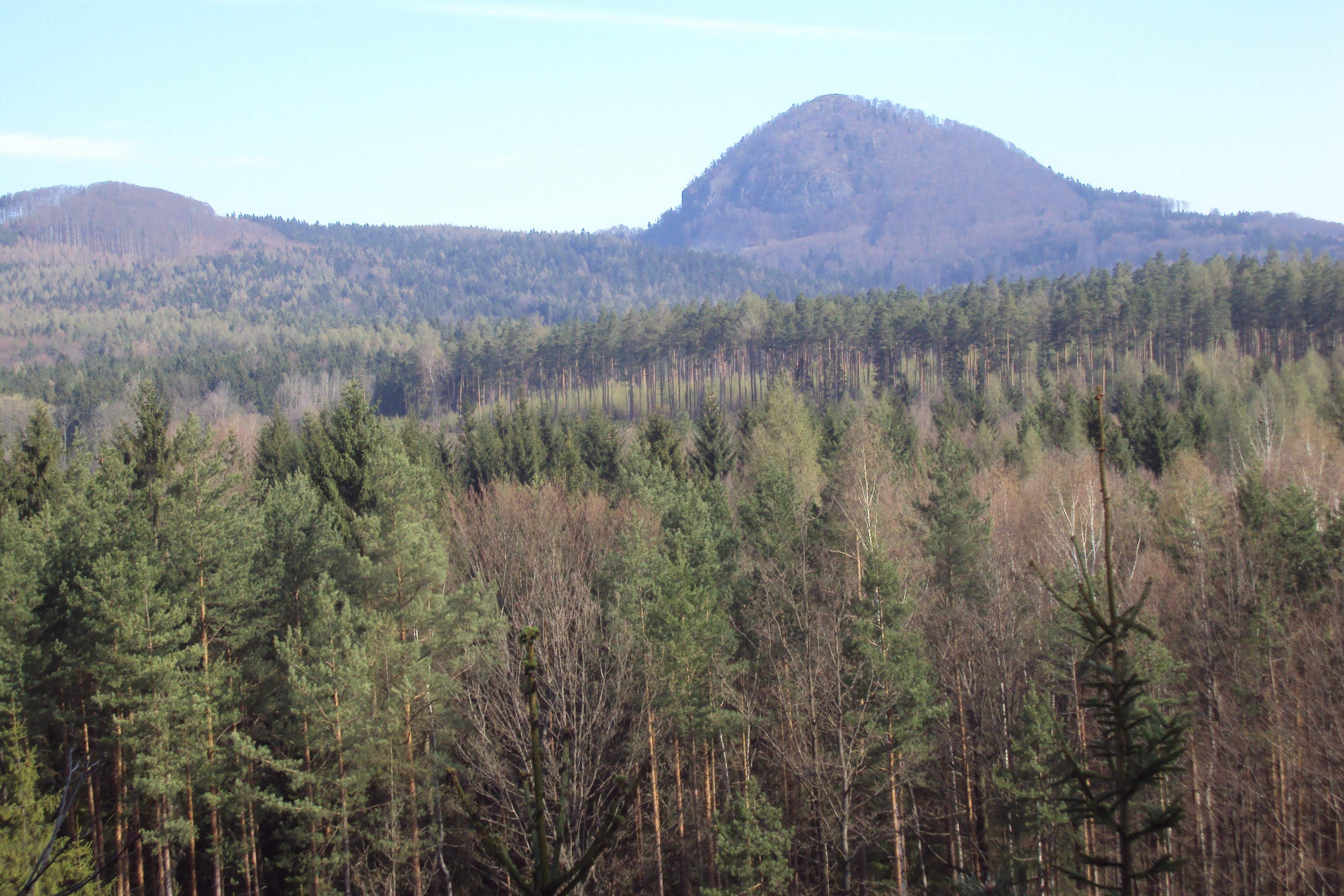
Hora Klíč nad Novým Borem
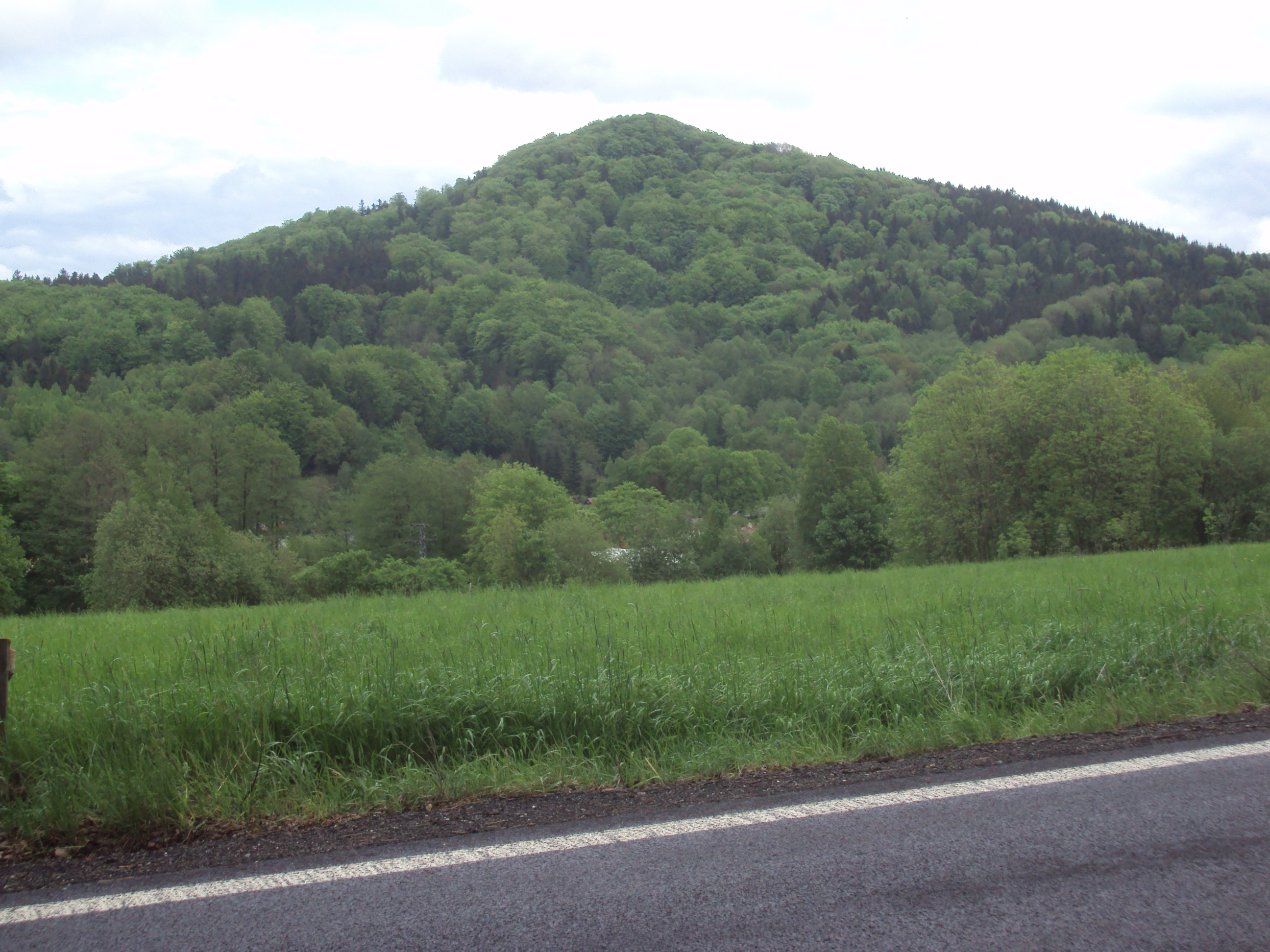
Šenovský vrch u Kamenického Šenova
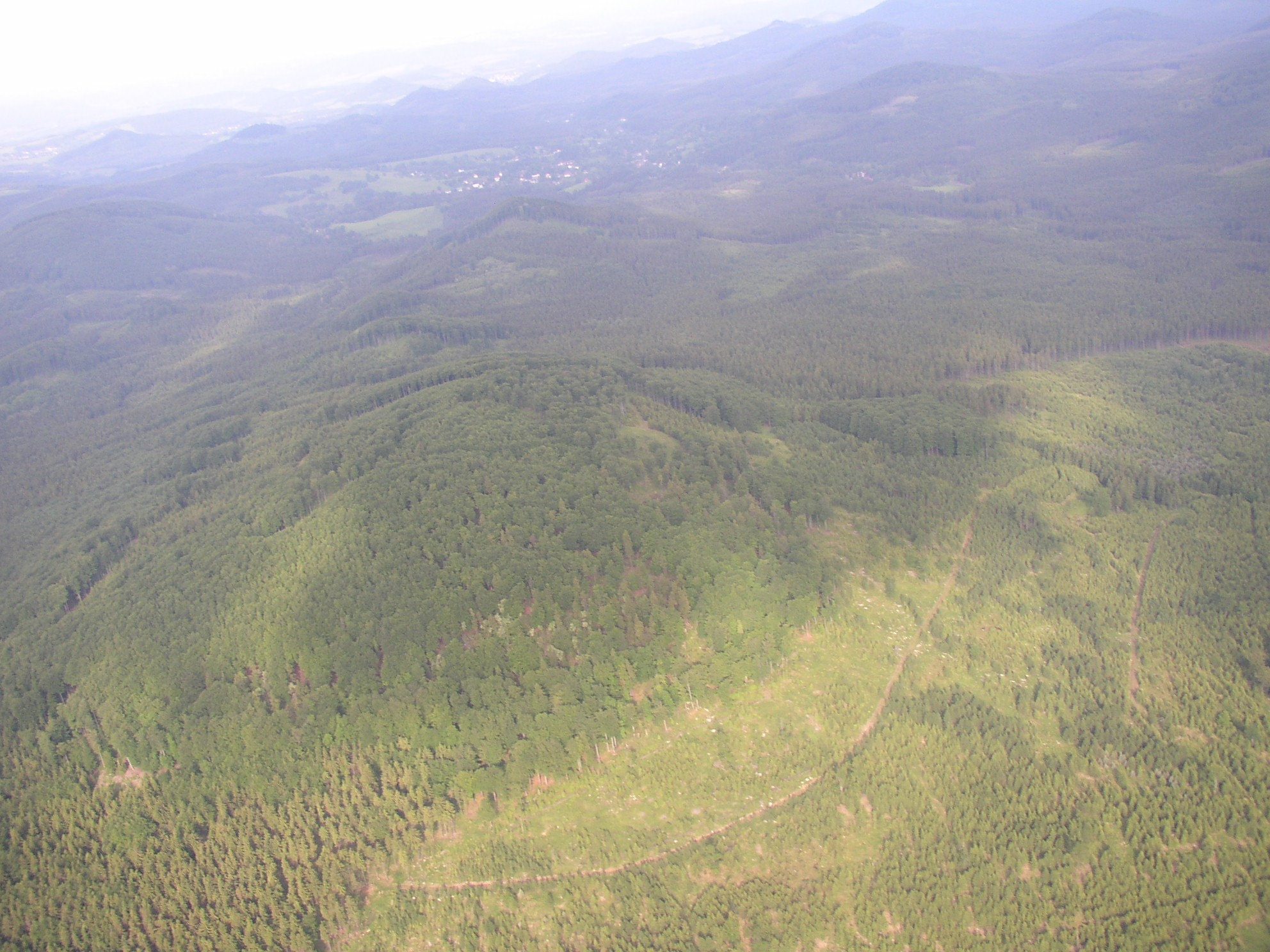
Letecký snímek Velkého Buku
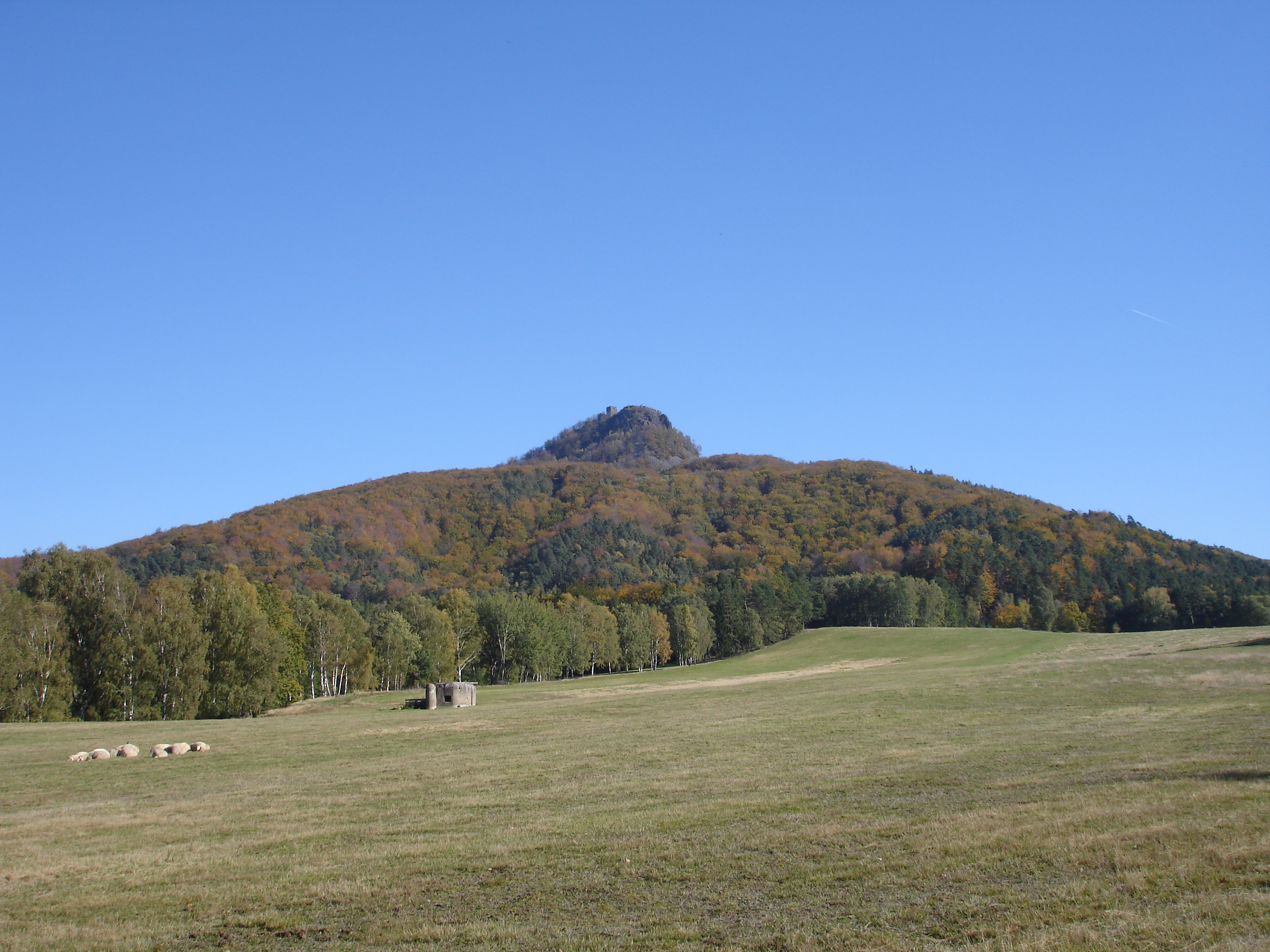
Hora Ralsko u Mimoně
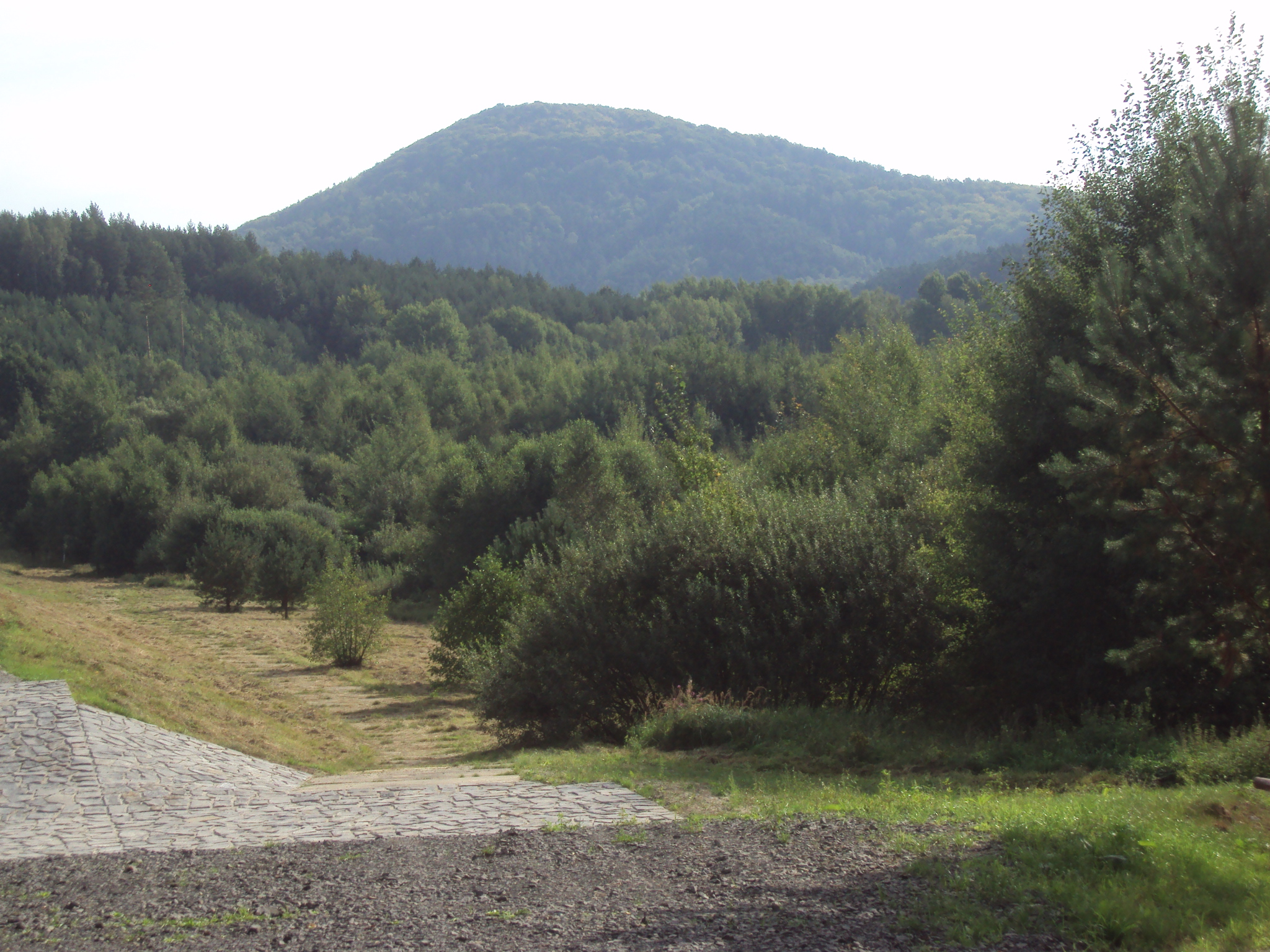
Jezevčí vrch blízko Jablonného v Podještědí
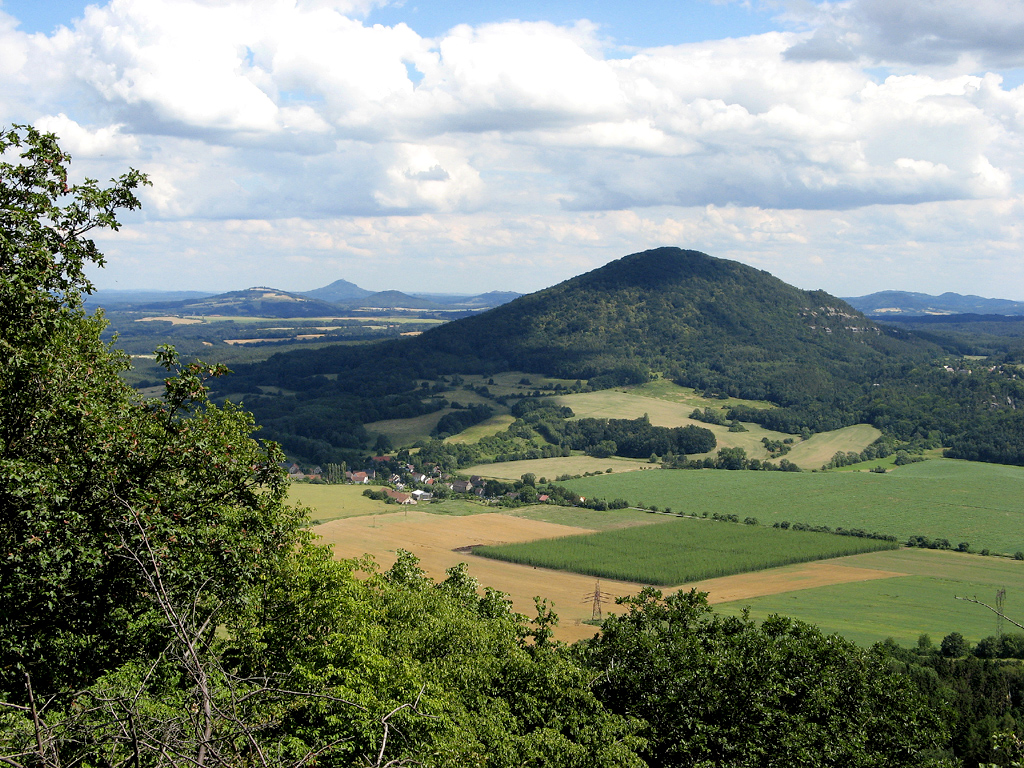
Hora Vlhošť z vrcholu Ronova